# 스바이리엥

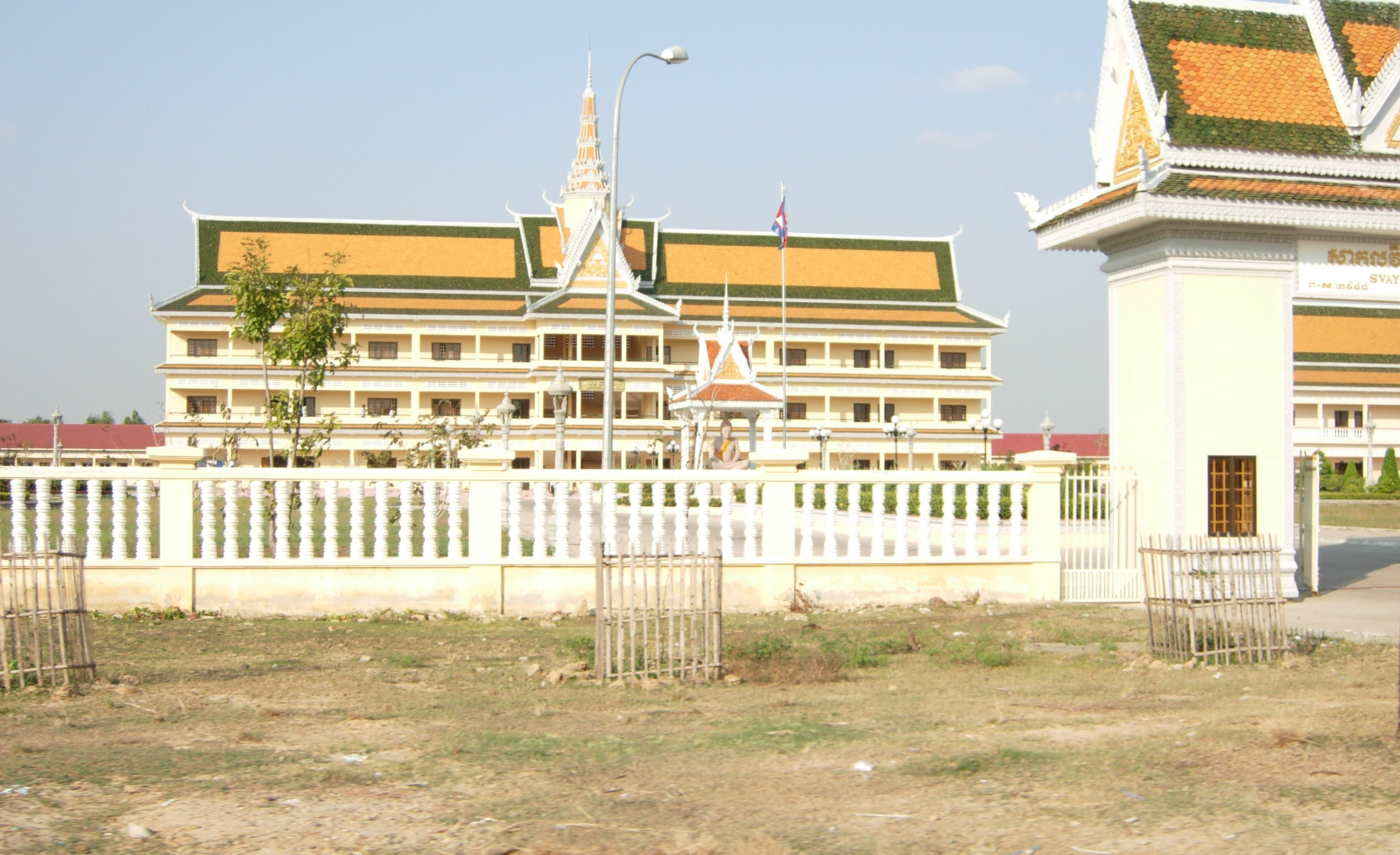
스바이리엥

스바이리엥(크메르어: ស្វាយរៀង, Svay Rieng)은 캄보디아 스바이리엥 주의 주도로 인구는 23,956명(2008년 기준)이다.